# Pteridina
A pteridina é um composto químico formado pela fusão de anéis pirimidina e pirazina. O nome é aplicado também ao grupo de compostos heterocíclicos que contêm diferentes grupos substituintes nesta estrutura. As pterinas e as flavinas são classes de pteridinas com tais substituições que possuem actividade biológica de relevo.
As pteridinas são pigmentos, que produzem cor em estruturas biológicas como as íris dos olhos de muitos animais invertebrados, e vertebrados, mas não na cor dos olhos humanos.
A pteridina, é um precursor na síntese de ácido diidrofólico em muitos microorganismos. A pteridina e o ácido 4-aminobenzoico convertem-se pela acção da enzima diidropteroato sintetase em ácido diidrofólico na presença de glutamato. A enzima dihidropteroato sintetase é inibida pelos antibióticos sulfamidas.